# Distretto di Bajancogt
Il distretto di Bajancogt è uno dei ventisette distretti (sum) in cui è suddivisa la provincia del Tôv, in Mongolia. Conta una popolazione di 2.020 abitanti (censimento 2007). 